# Родовик малий
{{#ifeq:0|0|{{#if:|{{#if:Sanguisorbaminor|[[]}}|}}}}
Родовик малий, чорноголовник родовиковий (Sanguisorba minor) — вид квіткових рослин родини трояндових (Rosaceae).

## Назва
Видова назва лат. minor, ймовірно, використовується для диференціації виду від Sanguisorba officinalis, який більший, ніж S. minor.
З латини sanguis orba перекладається як позбавлена крові. Раніше існувало повір'я, що чай з рослини запобігає кровотечам, тому солдати пили його перед битвами. 

## Опис
Це багаторічна трав'яниста рослина росте на 40–90 см заввишки. Стебло прямовисне з розетками листя. Листя довжиною від 0,5 до 2 см і мають на кожній стороні від трьох до дев'яти зубчиків. Квітки в кулястих чаші від 1 до 3 см в діаметрі. Насіння довгасте, завдовжки близько 4 до 5 мм, деревне.

## Поширення
Країни поширення: Північна Африка: Алжир, Єгипет, Лівія, Марокко, Туніс. Азія: Афганістан, Кіпр, Іран, Ірак, Ізраїль, Йорданія, Ліван, Сирія, Туреччина. Кавказ: Вірменія, Азербайджан, Грузія, Російська Федерація. Європа: Данія, Ірландія, Об'єднане Королівство, Австрія, Бельгія, Чехія, Німеччина, Угорщина, Нідерланди, Польща, Словаччина, Швейцарія, Литва, Україна [вкл. Крим], Албанія, Боснія і Герцеговина, Болгарія, Хорватія, Греція [вкл. Крит], Італія [вкл. Сардинія, Сицилія], Македонія, Чорногорія, Румунія, Сербія, Словенія, Франція, Португалія, Гібралтар; Іспанія [вкл. Канарські острови]. Вид натуралізований в інших місцях, а також культивується.
Його головна середовище проживання по краях доріг і пустощах, на сухих луках; на кам'янистому ґрунті, на тлі бур'янів і у відкритих середовищах. Це не дуже вимоглива рослина щодо базових потреб. Цвіте з травня по серпень.

## Використання
Використовується як інгредієнт у салатах і приправах, має смак, що описується як «огірковий». Зазвичай молоді листя використовуються, тому що коли вони старіють, вони мають тенденцію ставати гіркими. У Вірменії та Азербайджані листки використовують як заправу до салатів, юшок, соусів, рибних страв, а також для ароматизації напоїв та винного соусу.
Він має ті ж лікувальні властивості, що й родовик лікарський. Використовувався в минулому як чай, щоб полегшити діарею.

## Цікаві факти
Сер Френсіс Бекон описував цю запах від цієї рослини як дуже приємний. А Томас Джефферсон закупив 8 бушелів насіння, достатньо для того, щоб засіяти 16 акрів, оскільки вважав його чудовою їжею для худоби.

## Галерея

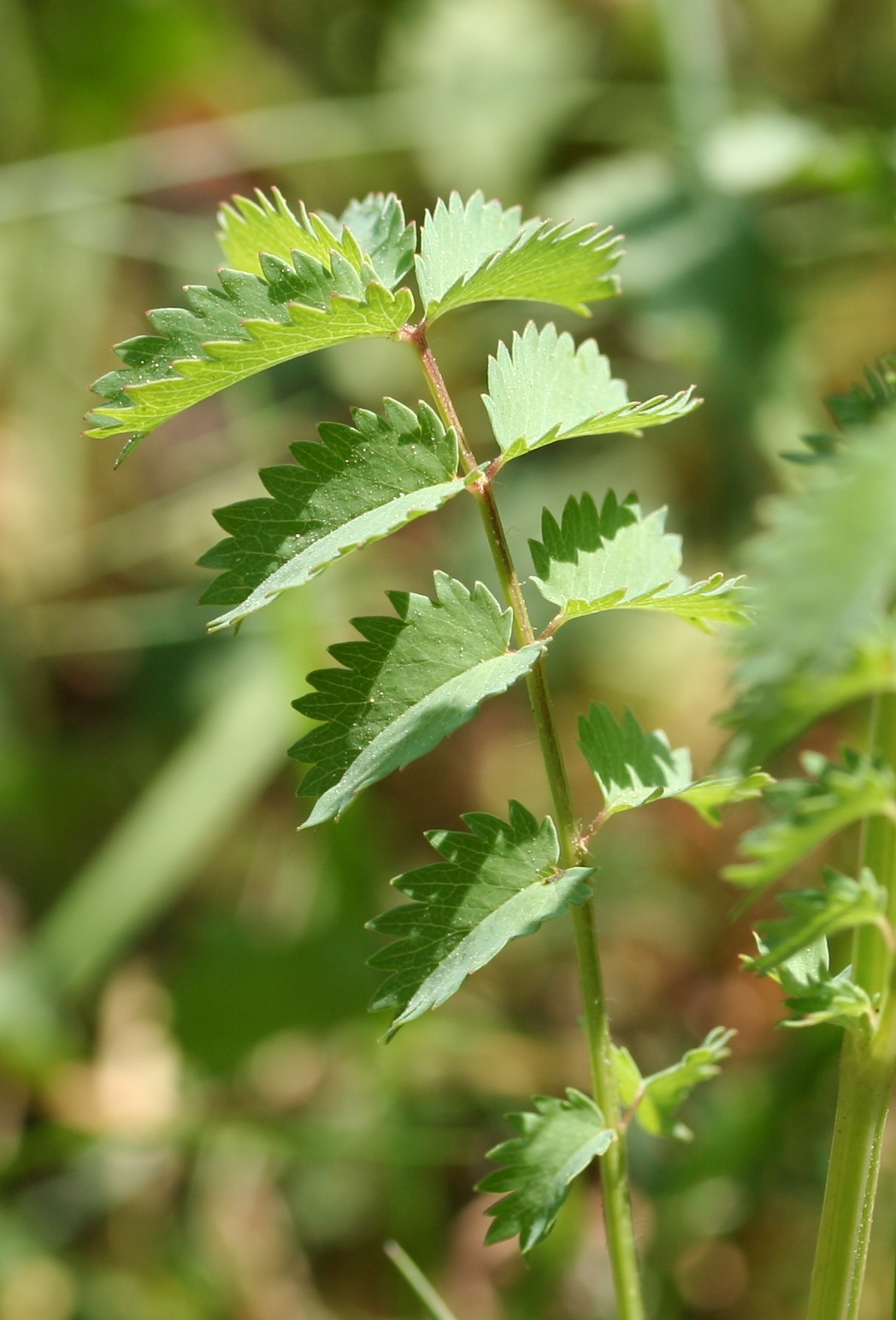
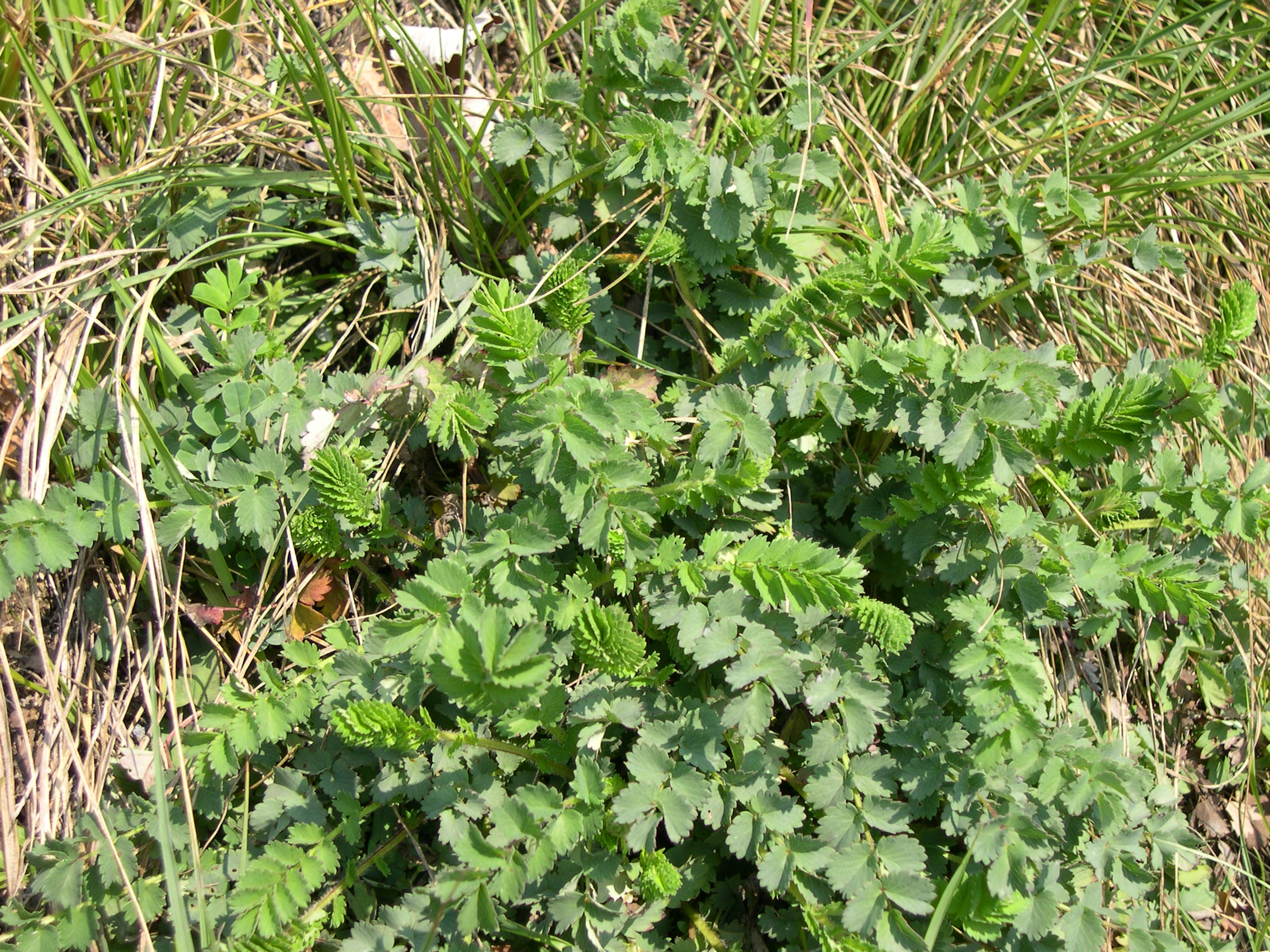
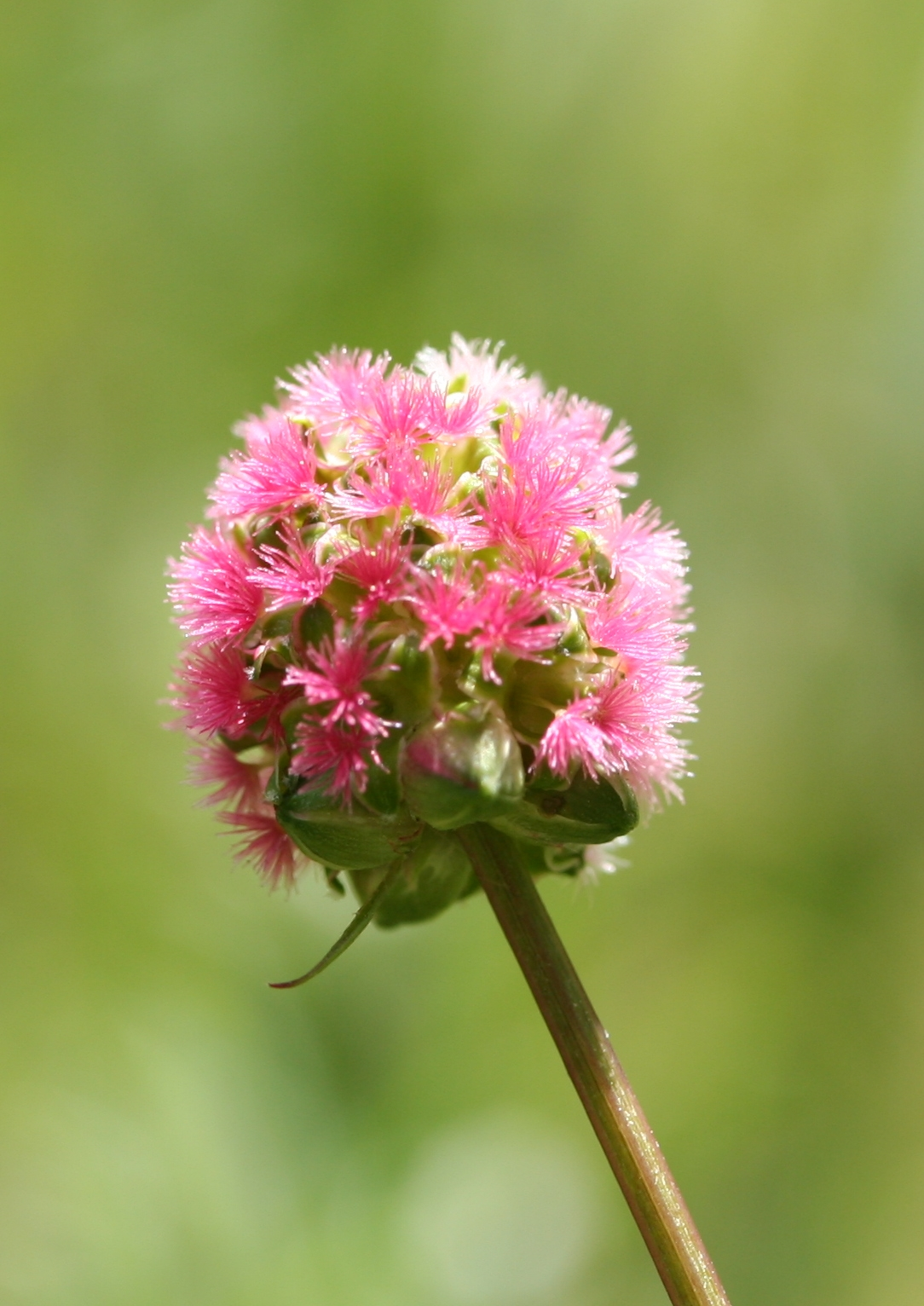
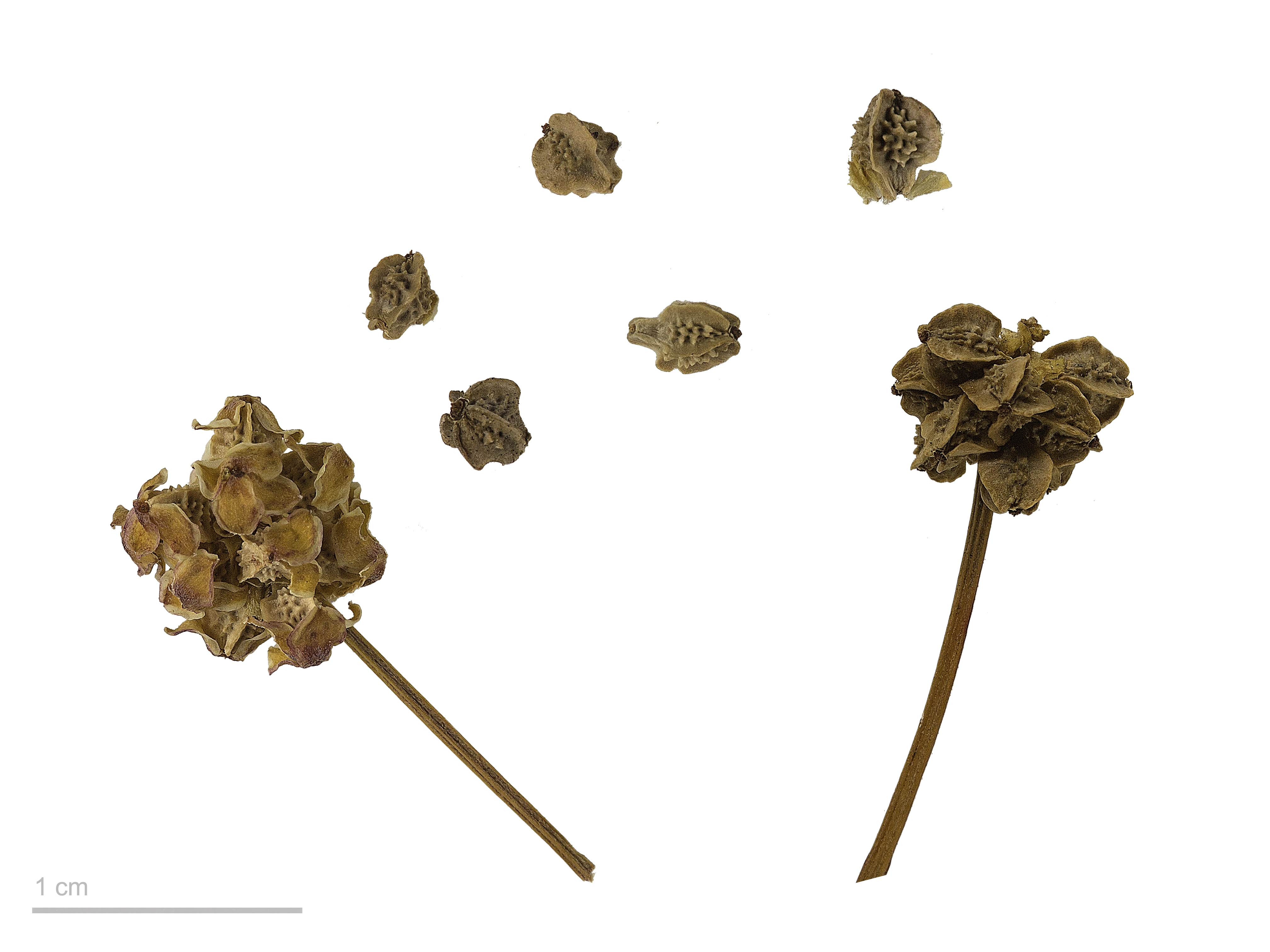